# 104. Kongress der Vereinigten Staaten
Der 104. Kongress der Vereinigten Staaten beschreibt die Legislaturperiode von Repräsentantenhaus und Senat in den Vereinigten Staaten zwischen dem 3. Januar 1995 und dem 3. Januar 1997. Alle Abgeordneten des Repräsentantenhauses sowie ein Drittel der Senatoren (Klasse I) waren am 8. November 1994 bei den Kongresswahlen gewählt worden. Dabei errangen erstmals seit den 1950er Jahren die Republikaner die Mehrheit in beiden Kammern. Dadurch musste sich der demokratische Präsident Bill Clinton mit einer gestärkten Opposition auseinandersetzten, was unter anderem zu Problemen bei der Verabschiedung des Haushalts führte. Dabei wurden zwischenzeitlich wegen der fehlenden Einigung in der Haushaltsfragen Bundesbehörden vorübergehend geschlossen. Der Kongress tagte in der amerikanischen Bundeshauptstadt Washington, D.C. Die Sitzverteilung im Repräsentantenhaus basierte auf der Volkszählung von 1990.

## Wichtige Ereignisse
Siehe auch 1995 und 1996
- 3. Januar 1995: Der neugewählte Kongress nimmt seine Arbeit auf.
- 19. April 1995: Bombenanschlag in Oklahoma City
- 30. August 1995: Die NATO beginnt mit der Operation Deliberate Force.
- 14. – 19. November 1995: Bundesbehörden werden bis auf wenige Ausnahmen wegen fehlenden Haushalts geschlossen.
- 16. Dezember 1995 – 6. Januar 1996: Erneute Schließung der Bundesbehörden.
- 5. November 1996: Wiederwahl von Präsident Bill Clinton und Vize-Präsident Al Gore, außerdem wird der 105. Kongress gewählt.

## Die wichtigsten Gesetze
In den Sitzungsperioden des 105. Kongresses wurden unter anderem folgende Bundesgesetze verabschiedet (siehe auch: Gesetzgebungsverfahren):
- 10. April 1995: Mexican Debt Disclosure Act of 1995
- 28. November 1995: National Highway Designation Act
- 19. Dezember 1995: Lobbying Disclosure Act
- 22. Dezember 1995: Private Securities Litigation Reform Act
- 8. Februar 1996: Telecommunications Act of 1996
- 12. März 1996: Helms-Burton Act
- 9. April 1996: Line Item Veto Act of 1996
- 24. April 1996: Antiterrorism and Effective Death Penalty Act
- 30. Juli 1996: Taxpayer Bill of Rights 2
- 3. August 1996: National Gambling Impact Study Commission Act
- 3. August 1996: Food Quality Protection Act
- 20. August 1996: Small Business Job Protection Act of 1996
- 21. August 1996: Health Insurance Portability and Accountability Act
- 22. August 1996: Personal Responsibility and Work Opportunity Reconciliation Act
- 21. September 1996: Defense of Marriage Act
- 30. September 1996: Domestic Violence Offender Gun Ban
- 1. Oktober 1996: Emerson Good Samaritan Food Donation Act
- 12. Oktober 1996: Water Resources Development Act of 1996

## Zusammensetzung nach Parteien

### Senat

Mehrheitsverhältnisse am Eröffnungstag des 104. Kongresses
47 Demokratische Senatoren
53 Republikanische Senatoren

|                                | Partei (Schattierung zeigt Mehrheitspartei) | Partei (Schattierung zeigt Mehrheitspartei) | Total |   |
| ------------------------------ | ------------------------------------------- | ------------------------------------------- | ----- | - |
|                                |                                             |                                             | Total |   |
| Republikaner                   | Demokraten                                  | Vakant                                      | Total |   |
| Ende des 103. Kongresses       | 47                                          | 53                                          | 100   | 0 |
|                                |                                             |                                             |       |   |
| Beginn                         | 53                                          | 47                                          | 100   | 0 |
| Ende                           | 53                                          | 47                                          | 100   | 0 |
| Abschließendes Stimmverhältnis | 53,0 %                                      | 47,0 %                                      |       |   |
|                                |                                             |                                             |       |   |
| Beginn des 105. Kongress       | 55                                          | 45                                          | 100   | 0 |

### Repräsentantenhaus

Parteizugehörigkeit der Senatoren nach Einzelstaaten

|                                   | Partei (Schattierung zeit Mehrheitspartei an) | Partei (Schattierung zeit Mehrheitspartei an) | Partei (Schattierung zeit Mehrheitspartei an) | Total |   |
| --------------------------------- | --------------------------------------------- | --------------------------------------------- | --------------------------------------------- | ----- | - |
|                                   |                                               |                                               |                                               | Total |   |
| Republikaner                      | Demokraten                                    | Sonstige                                      | Vakant                                        | Total |   |
| Ende des 103. Kongresses          | 176                                           | 258                                           | 1                                             | 435   | 0 |
|                                   |                                               |                                               |                                               |       |   |
| Beginn                            | 230                                           | 204                                           | 1                                             | 435   | 0 |
| Ende                              | 234                                           | 197                                           | 2                                             | 433   | 2 |
| Abschließendes Stimmverhältnis    | 54,4 %                                        | 45,6 %                                        | 45,6 %                                        |       |   |
| Nicht stimmberechtigte Mitglieder | 1                                             | 4                                             | 0                                             | 5     | 0 |
|                                   |                                               |                                               |                                               |       |   |
| Beginn des 105. Kongresses        | 228                                           | 206                                           | 1                                             | 435   | 0 |

## Amtsträger

### Repräsentantenhaus
| Amt                               | Amt               | Name |
| --------------------------------- | ----------------- | ---- |
| Sprecher des Repräsentantenhauses | Newt Gingrich (R) |      |

#### Führung der Mehrheitspartei
| Amt             | Amt            | Name |
| --------------- | -------------- | ---- |
| Mehrheitsführer | Dick Armey (R) |      |
| Mehrheitswhip   | Tom DeLay (R)  |      |

#### Führung der Minderheitspartei
| Amt               | Amt                 | Name |
| ----------------- | ------------------- | ---- |
| Minderheitsführer | Dick Gephardt (D)   |      |
| Minderheitswhip   | David E. Bonior (D) |      |

### Senat
| Präsident des Senats  | Al Gore (D)        |
| Präsident pro tempore | Strom Thurmond (R) |

#### Führung der Mehrheitspartei
| Amt             | Amt                                                   | Name |
| --------------- | ----------------------------------------------------- | ---- |
| Mehrheitsführer | Bob Dole (R) bis 11. Juni 1996 dann Trent Lott (R)    |      |
| Mehrheitswhip   | Trent Lott (R) bis 11. Juni 1996 dann Don Nickles (R) |      |

#### Führung der Minderheitspartei
| Amt               | Amt              | Name |
| ----------------- | ---------------- | ---- |
| Minderheitsführer | Tom Daschle (D)  |      |
| Minderheitswhip   | Wendell Ford (D) |      |

## Senatsmitglieder
Siehe Liste der Mitglieder des Senats im 104. Kongress der Vereinigten Staaten

## Mitglieder des Repräsentantenhauses
Folgende Kongressabgeordnete vertraten im 104. Kongress die Interessen ihrer jeweiligen Bundesstaaten:
| Alabama 7 Wahlbezirke - 1. Sonny Callahan (R) - 2. Terry Everett (R) - 3. Glen Browder (D) - 4. Tom Bevill (D) - 5. Robert E. Cramer (D) - 6. Spencer Bachus (R) - 7. Earl F. Hilliard (D) Alaska Staatsweite Wahl - Don Young (R) Arizona 6 Wahlbezirke - 1. Matt Salmon (R) - 2. Ed Pastor (D) - 3. Bob Stump (R) - 4. John Shadegg (R) - 5. Jim Kolbe (R) - 6. J. D. Hayworth (R) Arkansas 4 Wahlbezirke. - 1. Blanche Lincoln (D) - 2. Ray Thornton (D) bis zum 1. Januar 1997 - 3. Tim Hutchinson (R) - 4. Jay Dickey (R) Kalifornien 52 Wahlbezirke. - 1. Frank Riggs (R) - 2. Wally Herger (R) - 3. Victor H. Fazio (D) - 4. John Doolittle (R) - 5. Bob Matsui (D) - 6. Lynn Woolsey (D) - 7. George Miller (D) - 8. Nancy Pelosi (D) - 9. Ron Dellums (D) - 10. William P. Baker (R) - 11. Richard Pombo (R) - 12. Tom Lantos (D) - 13. Pete Stark (D) - 14. Anna Eshoo (D) - 15. Norman Mineta (D) bis zum 10. Oktober 1995 - Tom Campbell (R) ab dem 12. Dezember 1995 - 16. Zoe Lofgren (D) - 17. Sam Farr (D) - 18. Gary Condit (D) - 19. George Radanovich (R) - 20. Cal Dooley (D) - 21. Bill Thomas (R) - 22. Andrea Seastrand (R) - 23. Elton Gallegly (R) - 24. Anthony C. Beilenson (D) - 25. Howard McKeon (R) - 26. Howard Berman (D) - 27. Carlos Moorhead (R) - 28. David Dreier (R) - 29. Henry Waxman (D) - 30. Xavier Becerra (D) - 31. Matthew G. Martínez (D) - 32. Julian C. Dixon (D) - 33. Lucille Roybal-Allard (D) - 34. Esteban Edward Torres (D) - 35. Maxine Waters (D) - 36. Jane Harman (D) - 37. Walter R. Tucker (D) bis zum 15. Dezember 1995 - Juanita Millender-McDonald (D) ab dem 26. März 1996 - 38. John S. Horn (R) - 39. Ed Royce (R) - 40. Jerry Lewis (R) - 41. Jay Kim (R) - 42. George Brown Jr. (D) - 43. Ken Calvert (R) - 44. Sonny Bono (R) - 45. Dana Rohrabacher (R) - 46. Bob Dornan (R) - 47. Christopher Cox (R) - 48. Ron Packard (R - 49. Brian Bilbray (R) - 50. Bob Filner (D) - 51. Randy Cunningham (R) - 52. Duncan Hunter (R) Colorado 6 Wahlbezirke - 1. Patricia Schroeder (D) - 2. David Skaggs (D) - 3. Scott McInnis (R) - 4. Wayne Allard (R) - 5. Joel Hefley (R) - 6. Daniel Schaefer (R) Connecticut 6 Wahlbezirke - 1. Barbara B. Kennelly (D) - 2. Sam Gejdenson (D) - 3. Rosa DeLauro (D) - 4. Christopher Shays (R) - 5. Gary Franks (R) - 6. Nancy Johnson (R) Delaware Staatsweite Wahl - Michael Castle (R) Florida 23 Wahlbezirke - 1. Joe Scarborough (R) - 2. Pete Peterson (D) - 3. Corrine Brown (D) - 4. Tillie K. Fowler (R) - 5. Karen Thurman (D) - 6. Cliff Stearns (R) - 7. John Mica (R) - 8. Bill McCollum (R) - 9. Michael Bilirakis (R) - 10. Bill Young (R) - 11. Sam Gibbons (D) - 12. Charles T. Canady (R) - 13. Dan Miller (R) - 14. Porter Goss (R) - 15. Dave Weldon (R) - 16. Mark Foley (R) - 17. Carrie P. Meek (D) - 18. Ileana Ros-Lehtinen (R) - 19. Harry A. Johnston (D) - 20. Peter R. Deutsch (D) - 21. Lincoln Diaz-Balart (R) - 22. E. Clay Shaw (R) - 23. Alcee Hastings (D) Georgia 11 Wahlbezirke - 1. Jack Kingston (R) - 2. Sanford Bishop (D) - 3. Mac Collins (R) - 4. John Linder (R) - 5. John Lewis (D) - 6. Newt Gingrich (R) - 7. Bob Barr (R) - 8. Saxby Chambliss (R) - 9. Nathan Deal (D) wechselte im April 1995 zu (R) - 10. Charlie Norwood (R) - 11. Cynthia McKinney (D) Hawaii 2 Wahlbezirke - 1. Neil Abercrombie (D) - 2. Patsy Mink (D) Idaho 2 Wahlbezirke - 1. Helen Chenoweth-Hage (R) - 2. Mike Crapo (R) Illinois 20 Wahlbezirke - 1. Bobby L. Rush (D) - 2. Mel Reynolds (D) bis zum 1. Oktober 1995 - Jesse Jackson Jr. (D) ab dem 12. Dezember 1995 - 3. Bill Lipinski (D) - 4. Luis Gutiérrez (D) - 5. Michael Patrick Flanagan (R) - 6. Henry Hyde (R) - 7. Cardiss Collins (D) - 8. Phil Crane (R) - 9. Sidney R. Yates (D) - 10. John Edward Porter (R) - 11. Jerry Weller (R) - 12. Jerry Costello (D) - 13. Harris W. Fawell (R) - 14. Dennis Hastert (R) - 15. Thomas W. Ewing (R) - 16. Donald Manzullo (R) - 17. Lane Evans (D) - 18. Ray LaHood (R) - 19. Glenn Poshard (D) - 20. Dick Durbin (D) Indiana 10 Wahlbezirke - 1. Pete Visclosky (D) - 2. David M. McIntosh (R) - 3. Timothy J. Roemer (D) - 4. Mark Souder (R) - 5. Steve Buyer (R) - 6. Dan Burton (R) - 7. John T. Myers (R) - 8. John Hostettler (R) - 9. Lee H. Hamilton (D) - 10. Andrew Jacobs Jr. (D) Iowa 5 Wahlbezirke - 1. Jim Leach (R) - 2. Jim Nussle (R) - 3. Jim Ross Lightfoot (R) - 4. Greg Ganske (R) - 5. Tom Latham (R) Kansas 4 Wahlbezirke. - 1. Pat Roberts (R) - 2. Sam Brownback (R) bis zum 7. November 1996 - Jim Ryun (R) ab dem 27. November 1996 - 3. Jan Meyers (R) - 4. Todd Tiahrt (R) Kentucky 6 Wahlbezirke - 1. Ed Whitfield (R) - 2. Ron Lewis (R) - 3. Mike Ward (D) - 4. Jim Bunning (R) - 5. Hal Rogers (R) - 6. Scotty Baesler (D) Louisiana 7 Wahlbezirke - 1. Bob Livingston (R) - 2. William J. Jefferson (D) - 3. Billy Tauzin (D) wechselte während der Legislaturperiode zu (R) - 4. Cleo Fields (D) - 5. Jim McCrery (R) - 6. Richard H. Baker (R) - 7. Jimmy Hayes (D) wechselte während der Legislaturperiode zu (R) Maine 2 Wahlbezirke - 1. James B. Longley Jr. (R) - 2. John Baldacci (D) Maryland 8 Wahlbezirke - 1. Wayne Gilchrest (R) - 2. Robert L. Ehrlich (R) - 3. Ben Cardin (D) - 4. Albert Wynn (D) - 5. Steny Hoyer (D) - 6. Roscoe Bartlett (R) - 7. Kweisi Mfume (D) bis zum 15. Februar 1996 - Elijah Cummings (D) ab dem 16. April 1996 - 8. Connie Morella (R) Massachusetts 10 Wahlbezirke - 1. John Olver (D) - 2. Richard Neal (D) - 3. Peter I. Blute (R) - 4. Barney Frank (D) - 5. Marty Meehan (D) - 6. Peter G. Torkildsen (R) - 7. Ed Markey (D) - 8. Joseph Patrick Kennedy II (D) - 9. Joe Moakley (D) - 10. Gerry Studds (D) Michigan 16 Wahlbezirke - 1. Bart Stupak (D) - 2. Pete Hoekstra (R) - 3. Vern Ehlers (R) - 4. David Lee Camp (R) - 5. James A. Barcia (D) - 6. Fred Upton (R) - 7. Nick H. Smith (R) - 8. Dick Chrysler (R) - 9. Dale E. Kildee (D) - 10. David E. Bonior (D) - 11. Joe Knollenberg (R) - 12. Sander M. Levin (D) - 13. Lynn N. Rivers (D) - 14. John Conyers (D) - 15. Barbara-Rose Collins (D) - 16. John Dingell Jr. (D) Minnesota 8 Wahlbezirke - 1. Gil Gutknecht (R) - 2. David Minge (DFL = Democratic Farmer Labor Party) bundesweit zählt die Partei zu (D) - 3. Jim Ramstad (R) - 4. Bruce Vento (DFL) - 5. Martin Olav Sabo (DFL) - 6. Bill Luther (DFL) - 7. Collin Peterson (DFL) - 8. Jim Oberstar (DFL) | Mississippi 5 Wahlbezirke - 1. Roger Wicker (R) - 2. Bennie Thompson (D) - 3. Sonny Montgomery (D) - 4. Michael Parker (D) wechselte während der Legislaturperiode zu (R) - 5. Gene Taylor (D) Missouri 9 Wahlbezirke - 1. Bill Clay (D) - 2. Jim Talent (R) - 3. Dick Gephardt (D) - 4. Ike Skelton (D) - 5. Karen McCarthy (D) - 6. Pat Danner (D) - 7. Mel Hancock (R) - 8. Bill Emerson (R) bis zum 22. Juni 1996 - Jo Ann Emerson (R) ab dem 5. November 1996 - 9. Harold Volkmer (D) Montana 1 Wahlbezirk (staatsweit) - 1. John Patrick Williams (D) Nebraska 3 Wahlbezirke - 1. Doug Bereuter (R) - 2. Jon Lynn Christensen (R) - 3. Bill Barrett (R) Nevada 2. Wahlbezirkel - 1. John Ensign (R) - 2. Barbara Vucanovich (R) New Hampshire 2 Wahlbezirke - 1. Bill Zeliff (R) - 2. Charles Bass (R) New Jersey 13 Wahlbezirke - 1. Rob Andrews (D) - 2. Frank LoBiondo (R) - 3. Jim Saxton (R) - 4. Chris Smith (R) - 5. Marge Roukema (R) - 6. Frank Pallone (D) - 7. Bob Franks (R) - 8. William J. Martini (R) - 9. Robert Torricelli (D) - 10. Donald M. Payne (D) - 11. Rodney Frelinghuysen (R) - 12. Dick Zimmer (R) - 13. Bob Menendez (D) New Mexico 3 Wahlbezirke - 1. Steven Schiff (R) - 2. Joe Skeen (R) - 3. Bill Richardson (D) New York 31 Wahlbezirke - 1. Michael Forbes (R) - 2. Rick Lazio (R) - 3. Peter T. King (R) - 4. Daniel Frisa (R) - 5. Gary Ackerman (D) - 6. Floyd H. Flake (D) - 7. Thomas J. Manton (D) - 8. Jerrold Nadler (D) - 9. Charles Schumer (D) - 10. Ed Towns (D) - 11. Major Owens (D) - 12. Nydia Velázquez (D) - 13. Susan Molinari (R) - 14. Carolyn B. Maloney (D) - 15. Charles B. Rangel (D) - 16. José Serrano (D) - 17. Eliot Engel (D) - 18. Nita Lowey (D) - 19. Sue W. Kelly (R) - 20. Benjamin A. Gilman (R) - 21. Michael R. McNulty (D) - 22. Gerald B. H. Solomon (R) - 23. Sherwood Boehlert (R) - 24. John M. McHugh (R) - 25. James T. Walsh (R) - 26. Maurice Hinchey (D) - 27. Bill Paxon (R) - 28. Louise Slaughter (D) - 29. John J. LaFalce (D) - 30. Jack Quinn (R) - 31. Amo Houghton (R) North Carolina 12 Wahlbezirke - 1. Eva M. Clayton (D) - 2. David Funderburk (R) - 3. Walter B. Jones (R) - 4. Fred Heineman (R) - 5. Richard Burr (R) - 6. Howard Coble (R) - 7. Charles Grandison Rose (D) - 8. Bill Hefner (D) - 9. Sue Wilkins Myrick (R) - 10. Cass Ballenger (R) - 11. Charles H. Taylor (R) - 12. Mel Watt (D) North Dakota 1 Wahlbezirk (staatsweit) - 1. Earl Pomeroy (D) Ohio 19 Wahlbezirke - 1. Steve Chabot (R) - 2. Rob Portman (R) - 3. Tony Hall (D) - 4. Michael Oxley (R) - 5. Paul Gillmor (R) - 6. Frank Cremeans (R) - 7. Dave Hobson (R) - 8. John Boehner (R) - 9. Marcy Kaptur (D) - 10. Martin Hoke (R) - 11. Louis Stokes (D) - 12. John Kasich (R) - 13. Sherrod Brown (D) - 14. Thomas C. Sawyer (D) - 15. Deborah Pryce (R) - 16. Ralph Regula (R) - 17. James Traficant (D) - 18. Robert Ney (R) - 19. Steve LaTourette (R) Oklahoma 6 Wahlbezirke - 1. Steve Largent (R) - 2. Tom Coburn (R) - 3. William K. Brewster (D) - 4. J. C. Watts (R) - 5. Ernest Istook (R) - 6. Frank Lucas (R) Oregon 5 Wahlbezirke - 1. Elizabeth Furse (D) - 2. Wes Cooley (R) - 3. Ron Wyden (D) bis zum 6. Februar 1996 - Earl Blumenauer (D) ab dem 21. Mai 1996 - 4. Peter DeFazio (D) - 5. Jim Bunn (R) Pennsylvania 21 Wahlbezirke - 1. Thomas M. Foglietta (D) - 2. Chaka Fattah (D) - 3. Robert A. Borski (D) - 4. Ron Klink (D) - 5. William F. Clinger (R) - 6. Tim Holden (D) - 7. Curt Weldon (R) - 8. James C. Greenwood (R) - 9. Bud Shuster (R) - 10. Joseph M. McDade (R) - 11. Paul E. Kanjorski (D) - 12. John Murtha (D) - 13. Jon D. Fox (R) - 14. William J. Coyne (D) - 15. Paul McHale (D) - 16. Robert Smith Walker (R) - 17. George Gekas (R) - 18. Michael F. Doyle (D) - 19. William F. Goodling (R) - 20. Frank Mascara (D) - 21. Phil English (R) Rhode Island 2 Wahlbezirke - 1. Patrick Joseph Kennedy (D) - 2. Jack Reed (D) South Carolina 6 Wahlbezirke. - 1. Mark Sanford (R) - 2. Floyd Spence (R) - 3. Lindsey Graham (R) - 4. Bob Inglis (R) - 5. John Spratt (D) - 6. Jim Clyburn (D) South Dakota 1 Wahlbezirk (staatsweit) - 1. Tim Johnson (D) Tennessee 9 Wahlbezirke - 1. Jimmy Quillen (R) - 2. Jimmy Duncan (R) - 3. Zach Wamp (R) - 4. Van Hilleary (R) - 5. Bob Clement (D) - 6. Bart Gordon (D) - 7. Ed Bryant (R) - 8. John S. Tanner (D) - 9. Harold Ford Sr. (D) Texas 30 Wahlbezirke - 1. Jim Chapman (D) - 2. Charlie Wilson (D) - 3. Sam Johnson (R) - 4. Ralph Hall (D) - 5. John Wiley Bryant (D) - 6. Joe Barton (R) - 7. William Archer Jr. (R) - 8. Jack Fields (R) - 9. Steve Stockman (R) - 10. Lloyd Doggett (D) - 11. Chet Edwards (D) - 12. Preston M. Geren (D) - 13. Mac Thornberry (R) - 14. Greg Laughlin (D) wechselte während der Legislaturperiode zu (R) - 15. Kika de la Garza (D) - 16. Ronald D. Coleman (D) - 17. Charles Stenholm (D) - 18. Sheila Jackson Lee (D) - 19. Larry Combest (R) - 20. Henry B. Gonzalez (D) - 21. Lamar S. Smith (R) - 22. Tom DeLay (R) - 23. Henry Bonilla (R) - 24. Martin Frost (D) - 25. Ken Bentsen (D) - 26. Dick Armey (R) - 27. Solomon P. Ortiz (D) - 28. Frank Tejeda (D) - 29. Gene Green (D) - 30. Eddie Bernice Johnson (D) Utah 3 Wahlbezirke - 1. James V. Hansen (R) - 2. Enid Greene (R) - 3. Bill Orton (D) Vermont 1 Wahlbezirk (staatsweit) - 1. Bernie Sanders (Unabhängiger) Virginia 11 Wahlbezirke - 1. Herbert H. Bateman (R) - 2. Owen B. Pickett (D) - 3. Bobby Scott (D) - 4. Norman Sisisky (D) - 5. Lewis F. Payne (D) - 6. Bob Goodlatte (R) - 7. Thomas J. Bliley (R) - 8. Jim Moran (D) - 9. Rick Boucher (D) - 10. Frank Wolf (R) - 11. Thomas M. Davis (R) Washington 9 Wahlbezirke - 1. Rick White (R) - 2. Jack Metcalf (R) - 3. Linda Smith (R) - 4. Doc Hastings (R) - 5. George Nethercutt (R) - 6. Norman D. Dicks (D) - 7. Jim McDermott (D) - 8. Jennifer Dunn (R) - 9. Randy Tate (R) West Virginia 3 Wahlbezirke - 1. Alan Mollohan (D) - 2. Bob Wise (D) - 3. Nick Rahall (D) Wisconsin 9 Wahlbezirke - 1. Mark Neumann (R) - 2. Scott L. Klug (R) - 3. Steven Gunderson (R) - 4. Jerry Kleczka (D) - 5. Tom Barrett (D) - 6. Tom Petri (R) - 7. Dave Obey (D) - 8. Toby Roth (R) - 9. Jim Sensenbrenner (R) Wyoming Staatsweite Wahlen - Barbara Cubin (R) |

Nicht stimmberechtigte Mitglieder im Repräsentantenhaus:
- Amerikanisch-Samoa
  - Eni Faleomavaega (D)
- District of Columbia
  - Eleanor Holmes Norton (D)
- Guam
  - Robert A. Underwood (D)
- Puerto Rico:
  - Carlos Romero Barceló (D)
- Amerikanische Jungferninseln
  - Victor O. Frazer (D)